# 胡亚东 (铁路)
胡亚东（1953年1月—），江苏泗阳人，中华人民共和国铁路高管。

## 生平
大学本科学历，中国共产党党员。2003年7月到2009年3月任铁道部副部长、党组成员，其间分管安全监察司、运输局、公安局（公安部十局）、中铁集装箱运输有限责任公司、中铁特货运输有限责任公司、中铁快运股份有限责任公司、专运处。2009年3月到2013年3月任铁道部党组副书记、常务副部长。2013年3月到2014年8月任中国铁路总公司党委副书记、副总经理。